# Мислино (присілок)
Мислино (рос. Мыслино) — присілок у Волховському районі Ленінградської області Російської Федерації.
Населення становить 35 осіб. Належить до муніципального утворення Усадищенське сільське поселення.

## Історія
Згідно із законом № 56-оз від 6 вересня 2004 року належить до муніципального утворення Усадищенське сільське поселення.

## Населення
| 1838 | 1862 | 1885 | 1997 | 2007 | 2010 | 2017 |
| ---- | ---- | ---- | ---- | ---- | ---- | ---- |
| 262  | ↗316 | ↗380 | ↘77  | ↘50  | ↘44  | ↘35  |